# Osteocephalus elkejungingerae
A Osteocephalus elkejungingerae a kétéltűek (Amphibia) osztályának békák (Anura) rendjébe és a levelibéka-félék (Hylidae) családjába tartozó faj.

## Előfordulása
A faj Peru endemikus faja. Természetes élőhelye a szubtrópusi vagy trópusi nedves síkvidéki erdők, ubtrópusi vagy trópusi nedves hegyvidéki erdők, folyók. A fajt élőhelyének elvesztése fenyegeti.